# シャクティーパット
シャクティーパット（シャクティパット,Shaktipat,別名：Śaktipāta शक्तिपात）は、ヒンドゥー教の霊性の伝統において「霊力の原型を与える」または「弟子（学生）を目覚めさせる」または「導師（グル）の行為」を指す、サンスクリットの言葉。「Shakti」は「エネルギー」、「pat」は「軽く叩くこと」と意訳される。
霊性の熟練者は注視、意念、あるいは接触によってシャクティーパットを実行できるとされる。接触は、弟子のアージュニャー・チャクラ（眉間）に通常なされる。

## ヒンドゥー教シヴァ派
ヒンドゥー教シヴァ派においては、シヴァ神の恩寵を伝え、束縛を断ち、弟子の死後の救済を保証する儀礼である。

## アメリカ
比較文学教授のポール・ツヴァイクは、スワーミー・ムクターナンダからシャクティーパットを受けた際の体験について書き、編集者のジョン・ホワイトによって論文集 Kundalini, Evolution, and Enlightenment の中で公表された。
アメリカ人心霊治療家のバーバラ・ブレナンは著作 Hands of Light の中で「シャクティーパットは、実際にグルのオーラを弟子に射出する。弟子は、それによってグルと同じ霊性状態を獲得する。それゆえにグルが霊的にハイレベルであることが重要である。クンダリニーの上昇現象はその次に自然に現れる」といったことを述べた。

## オウム真理教
日本では、オウム真理教の麻原彰晃が、その教団の初期にシャクティーパットを多用していた。宗教学者の正木晃は、世界救世教の創始者岡田茂吉が開発した「浄霊」（手かざし）とオウム真理教のシャクティパットは基本原理は同じであると述べている。